# Stade Alberto-Picco
 (avril 2025).
Si vous disposez d'ouvrages ou d'articles de référence ou si vous connaissez des sites web de qualité traitant du thème abordé ici, merci de compléter l'article en donnant les références utiles à sa vérifiabilité et en les liant à la section « Notes et références ».
Le stade Alberto-Picco est localisé dans la ville de La Spezia en Italie. Il accueille les matchs du Spezia 1906 Calcio.
Sa capacité atteint les 10 000 spectateurs.

## Galerie

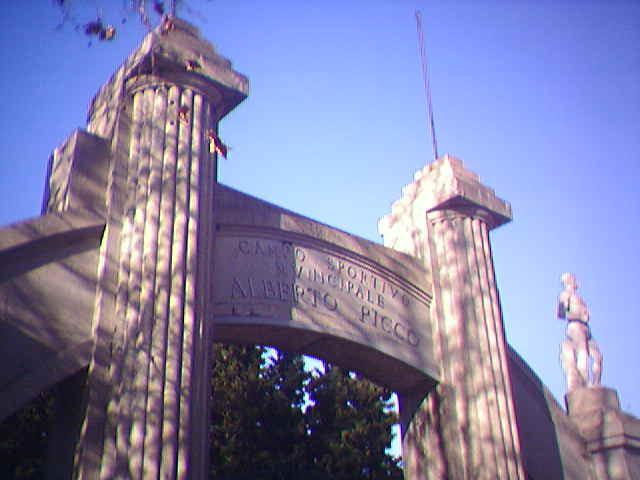
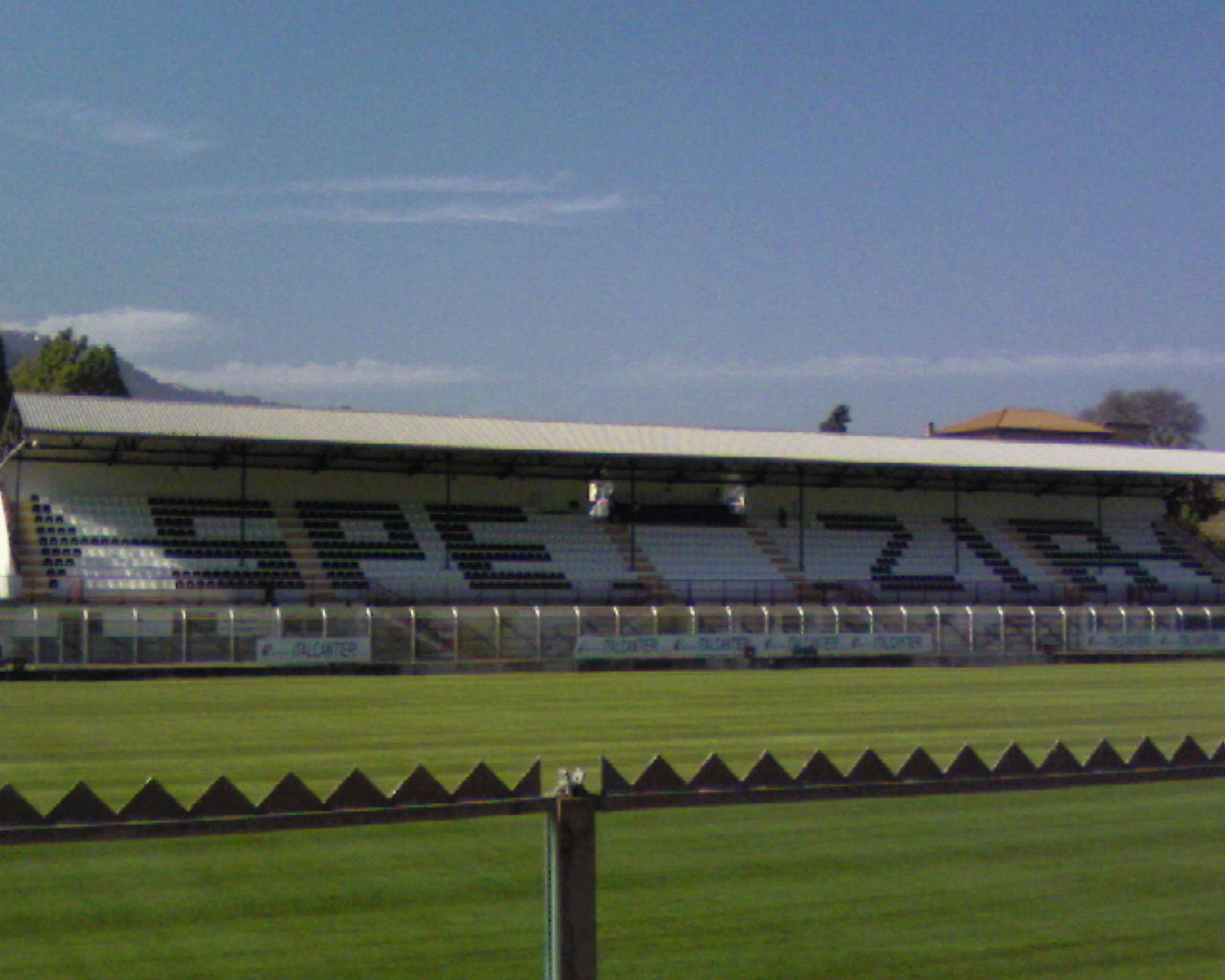
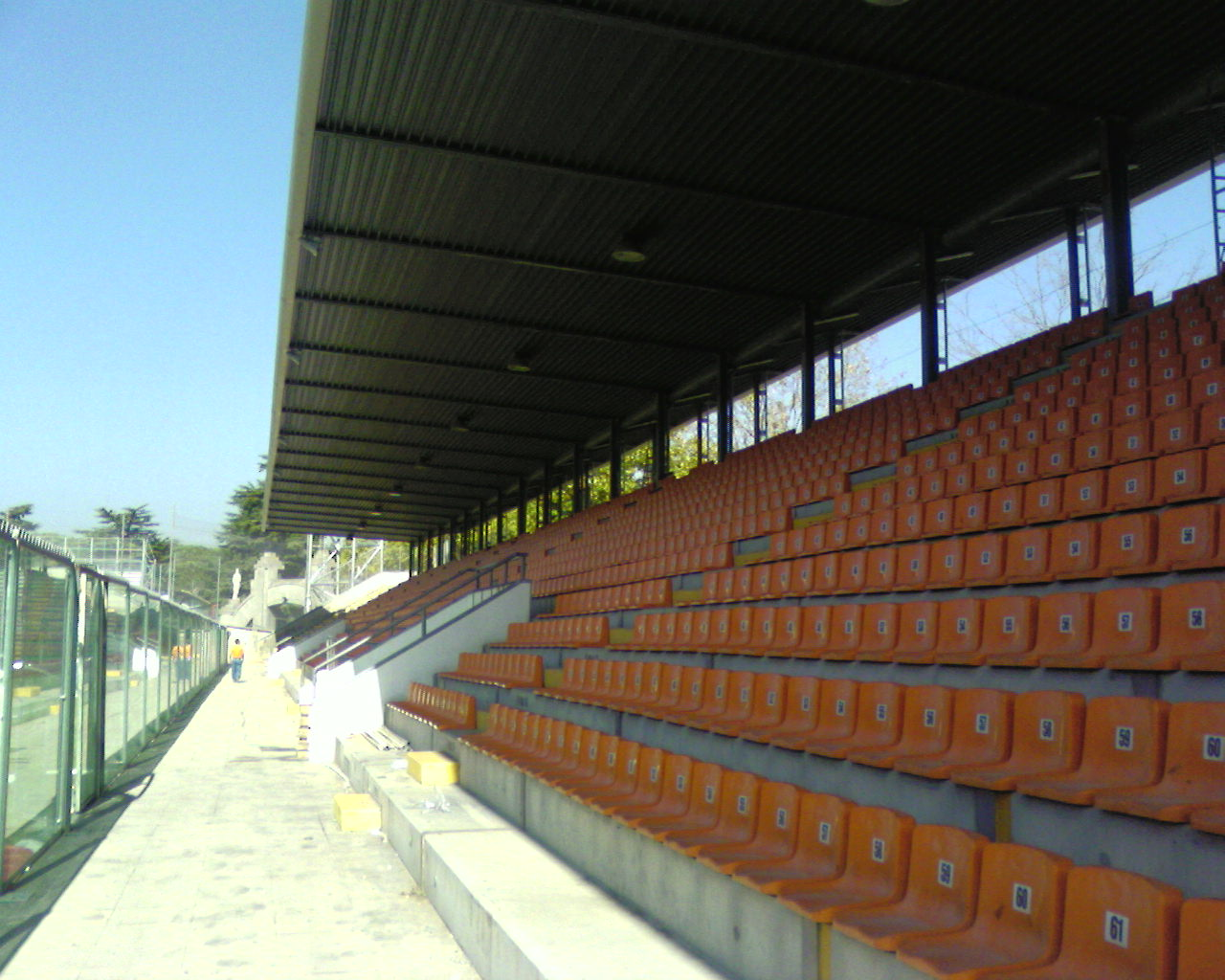
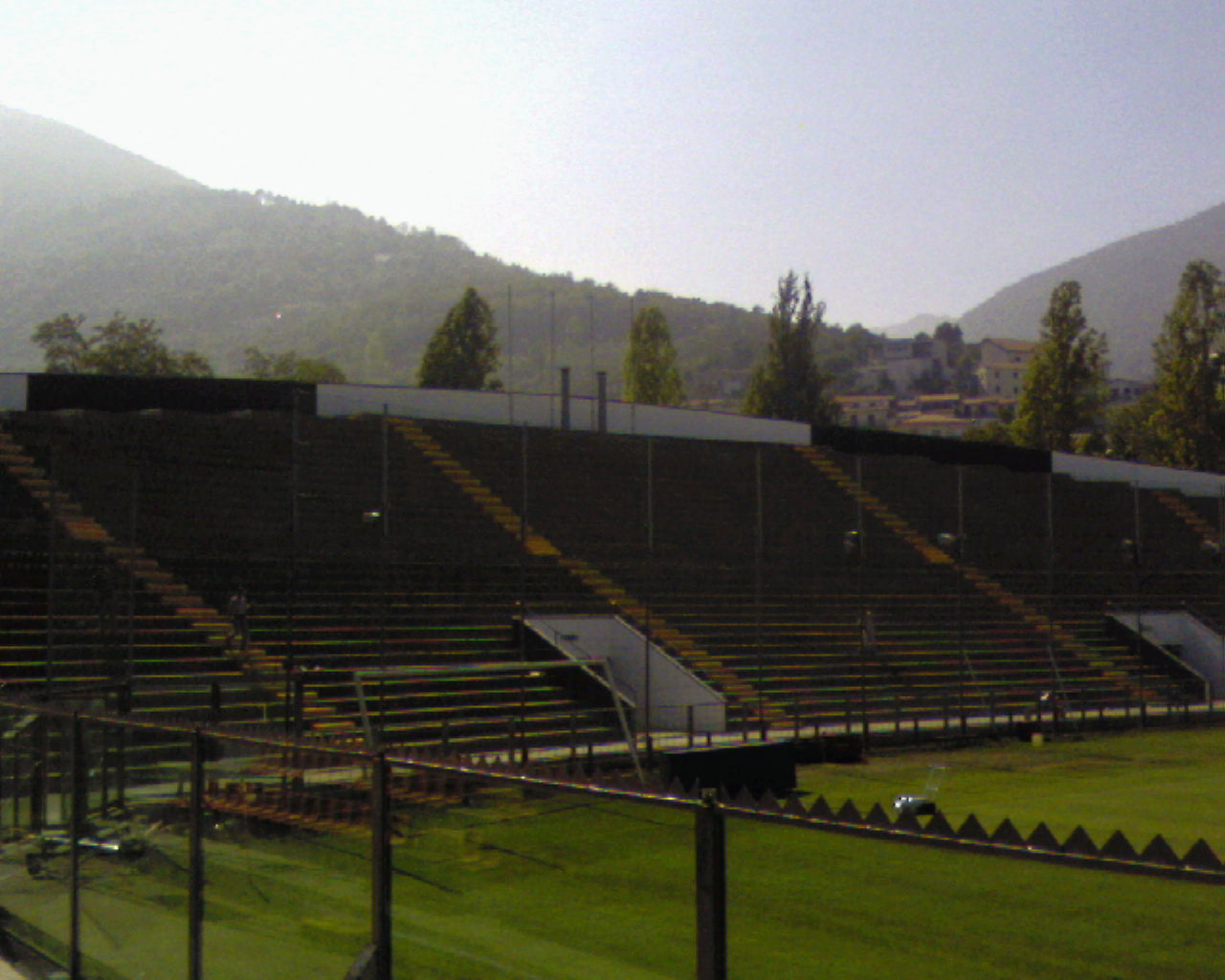
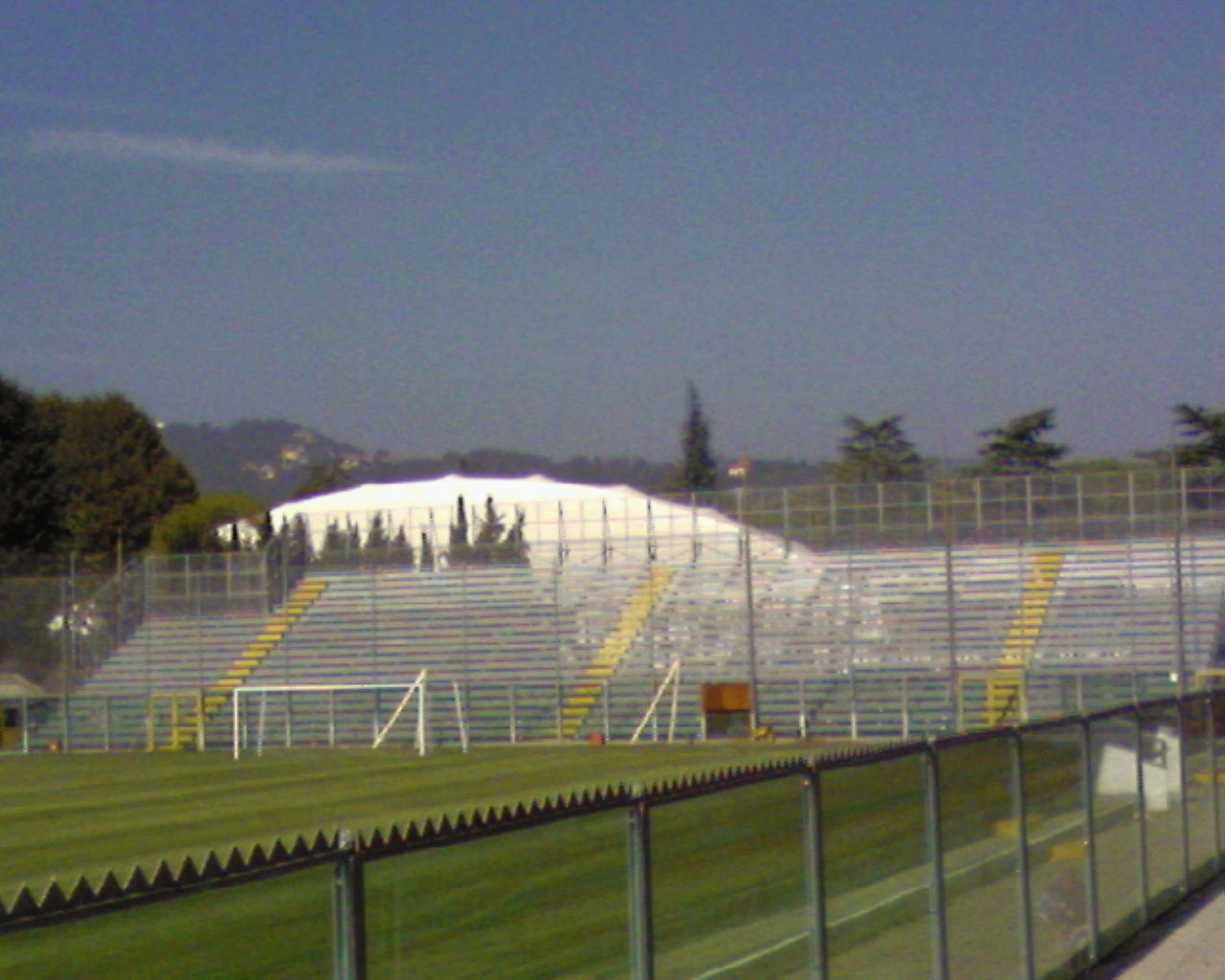
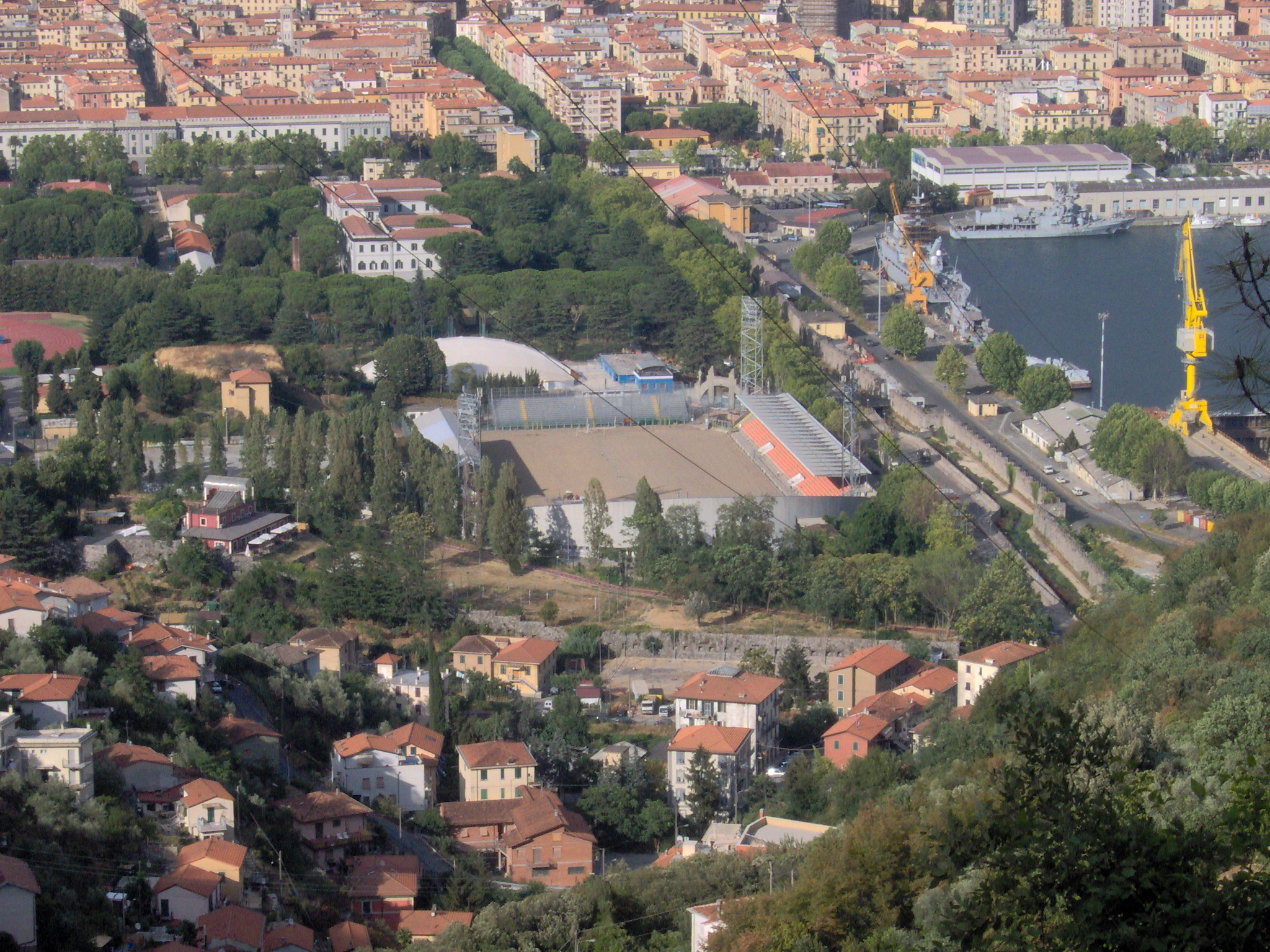